# Хейтон, Альфред
Конрад Альфред Аугустус Хейтон (нидерл. Coenraad Alfred Augustus Haighton, 26 октября 1896, Роттердам, Южная Голландия — 19 апреля 1943, Бекберген, Гелдерланд) — голландский политический деятель ультраправого толка, предприниматель.

## Биография
Хейтон получил образование в Лос-Анджелесе и написал диссертацию о Артура Шопенгауэра, хотя сам был инвалидом. Отец Хейтона был весьма успешным бизнесменом, разбогател на страховом бизнесе LOTISICO. Отец умер рано, и Альфреду достался в наследство высокодоходный бизнес, что позволило ему посвятить большую часть своего времени политике. Вскоре он сблизился с Синклером де Рошемоном, и в 1924 году они основали организацию Verbond van Actualisten, которая ориентировалась на итальянский фашизм. Группа развалилась в 1927 году, Хейтон вложил свои деньги в журнал De Bezem и создал собственное движение под названием Fascistische Jongeren Bond. Это движение прекратило существование в 1932 году, когда Ян Баарс решил создать Генеральную голландскую фашистскую лигу.
Хейтон стал ярым антисемитом и основал Национал-социалистическую нидерландскую рабочую партию. Он ушел из политики до вступления Арнольда Мейера в Чёрный фронт. Вместо политики он сосредоточился на написании антисемитских статей и редактировании пронемецкого журнала de Nieuws Gids вплоть до собственной смерти.